# 长叶悬钩子
长叶悬钩子（学名：Rubus dolichophyllus）为蔷薇科悬钩子属的植物，为中国的特有植物。分布在中国大陆的广西、贵州等地，生长于海拔1,000米至3,400米的地区，多生长在山谷灌丛、山坡以及密林中，目前尚未由人工引种栽培。

## 异名
- Rubus dolichophyllus Hand.-Mazz. var. pubescens Yu et Lu